# Cahors (quận)
Quận Cahors là một quận của Pháp, nằm ở tỉnh Lot, ở vùng Occitanie. Quận này có 13 tổng và 135 xã.

## Các đơn vị hành chính

### Các tổng
Các tổng của quận Cahors là: 
1. Cahors-Nord-Est
2. Cahors-Nord-Ouest
3. Cahors-Sud
4. Castelnau-Montratier
5. Catus
6. Cazals
7. Lalbenque
8. Lauzès
9. Limogne-en-Quercy
10. Luzech
11. Montcuq
12. Puy-l'Évêque
13. Saint-Géry

### Các xã
Các xã của quận Cahors, và mã INSEE là: 
| 1. Albas (46001)                  | 2. Anglars-Juillac (46005)            | 3. Arcambal (46007)                 | 4. Aujols (46010)                     |
| 5. Bach (46013)                   | 6. Bagat-en-Quercy (46014)            | 7. Beauregard (46020)               | 8. Belfort-du-Quercy (46023)          |
| 9. Belmont-Sainte-Foi (46026)     | 10. Belmontet (46025)                 | 11. Berganty (46027)                | 12. Blars (46031)                     |
| 13. Boissières (46032)            | 14. Bouziès (46037)                   | 15. Bélaye (46022)                  | 16. Cabrerets (46040)                 |
| 17. Cahors (46042)                | 18. Caillac (46044)                   | 19. Calamane (46046)                | 20. Calvignac (46049)                 |
| 21. Cambayrac (46050)             | 22. Carnac-Rouffiac (46060)           | 23. Cassagnes (46061)               | 24. Castelfranc (46062)               |
| 25. Castelnau-Montratier (46063)  | 26. Catus (46064)                     | 27. Cazals (46066)                  | 28. Cieurac (46070)                   |
| 29. Concots (46073)               | 30. Cours (46077)                     | 31. Cras (46079)                    | 32. Crayssac (46080)                  |
| 33. Cremps (46082)                | 34. Crégols (46081)                   | 35. Cénevières (46068)              | 36. Cézac (46069)                     |
| 37. Douelle (46088)               | 38. Duravel (46089)                   | 39. Escamps (46091)                 | 40. Esclauzels (46092)                |
| 41. Espère (46095)                | 42. Fargues (46099)                   | 43. Flaugnac (46103)                | 44. Flaujac-Poujols (46105)           |
| 45. Floressas (46107)             | 46. Fontanes (46109)                  | 47. Francoulès (46112)              | 48. Frayssinet-le-Gélat (46114)       |
| 49. Gigouzac (46119)              | 50. Gindou (46120)                    | 51. Goujounac (46126)               | 52. Grézels (46130)                   |
| 53. Labastide-Marnhac (46137)     | 54. Labastide-du-Vert (46136)         | 55. Laburgade (46140)               | 56. Lacapelle-Cabanac (46142)         |
| 57. Lagardelle (46147)            | 58. Lalbenque (46148)                 | 59. Lamagdelaine (46149)            | 60. Laramière (46154)                 |
| 61. Laroque-des-Arcs (46156)      | 62. Lascabanes (46158)                | 63. Lauzès (46162)                  | 64. Le Boulvé (46033)                 |
| 65. Le Montat (46197)             | 66. Lebreil (46166)                   | 67. Lentillac-du-Causse (46167)     | 68. Les Arques (46008)                |
| 69. Les Junies (46134)            | 70. Lherm (46171)                     | 71. Lhospitalet (46172)             | 72. Limogne-en-Quercy (46173)         |
| 73. Lugagnac (46179)              | 74. Luzech (46182)                    | 75. Marminiac (46184)               | 76. Mauroux (46187)                   |
| 77. Maxou (46188)                 | 78. Mechmont (46190)                  | 79. Mercuès (46191)                 | 80. Montcabrier (46199)               |
| 81. Montcléra (46200)             | 82. Montcuq (46201)                   | 83. Montdoumerc (46202)             | 84. Montgesty (46205)                 |
| 85. Montlauzun (46206)            | 86. Nadillac (46210)                  | 87. Nuzéjouls (46211)               | 88. Orniac (46212)                    |
| 89. Parnac (46214)                | 90. Pern (46217)                      | 91. Pescadoires (46218)             | 92. Pomarède (46222)                  |
| 93. Pontcirq (46223)              | 94. Pradines (46224)                  | 95. Prayssac (46225)                | 96. Promilhanes (46227)               |
| 97. Puy-l'Évêque (46231)          | 98. Sabadel-Lauzès (46245)            | 99. Saillac (46247)                 | 100. Saint-Caprais (46250)            |
| 101. Saint-Cernin (46252)         | 102. Saint-Cirq-Lapopie (46256)       | 103. Saint-Cyprien (46262)          | 104. Saint-Daunès (46263)             |
| 105. Saint-Denis-Catus (46264)    | 106. Saint-Géry (46268)               | 107. Saint-Laurent-Lolmie (46274)   | 108. Saint-Martin-Labouval (46276)    |
| 109. Saint-Martin-de-Vers (46275) | 110. Saint-Martin-le-Redon (46277)    | 111. Saint-Matré (46278)            | 112. Saint-Médard (46280)             |
| 113. Saint-Pantaléon (46285)      | 114. Saint-Paul-de-Loubressac (46287) | 115. Saint-Pierre-Lafeuille (46340) | 116. Saint-Vincent-Rive-d'Olt (46296) |
| 117. Sainte-Alauzie (46248)       | 118. Sainte-Croix (46261)             | 119. Sauliac-sur-Célé (46299)       | 120. Saux (46300)                     |
| 121. Sauzet (46301)               | 122. Soturac (46307)                  | 123. Sénaillac-Lauzès (46303)       | 124. Sérignac (46305)                 |
| 125. Tour-de-Faure (46320)        | 126. Touzac (46321)                   | 127. Trespoux-Rassiels (46322)      | 128. Valprionde (46326)               |
| 129. Valroufié (46327)            | 130. Varaire (46328)                  | 131. Vaylats (46329)                | 132. Vers (46331)                     |
| 133. Vidaillac (46333)            | 134. Villesèque (46335)               | 135. Vire-sur-Lot (46336)           |                                       |

## Films
- 2003 - Journey of Man